# Hùng Đức
Hùng Đức là một xã thuộc tỉnh Tuyên Quang, Việt Nam.
Xã Hùng Đức có diện tích 62,87 km², dân số năm 1999 là 7214 người, mật độ dân số đạt 115 người/km².